# Nocardia araoensis
Espèce
Nocardia araoensis est une espèce de bactéries de la famille des Nocardiaceae.

## Taxonomie
Le nom correct complet (avec auteur) de ce taxon est Nocardia araoensis Kageyama et al. 2004.

## Étymologie
L'étymologie de cette espèce est la suivante : a.ra.o.en’sis. N.L. masc./fem. adj. araoensis, se rapporte à la ville d'Arao où cette bactérie a été isolée (araonensis serait une écriture plus conforme).